# Jim Barnes
V. James Barnes, né le 13 avril 1941, à Tuckerman, Arkansas et décédé le 14 septembre 2002, surnommé Jim « Bad News » Barnes était un joueur américain professionnel de basket-ball.

## Carrière
Intérieur de 2,01 m issu de l'université du Texas à El Paso, Barnes fut sélectionné par les Knicks de New York avec le premier choix lors de la draft 1964. Il joua durant 7 saisons (de 1964 à 1971) en NBA avec les Knicks de New York, les Bullets de Baltimore, les Bulls de Chicago, les Celtics de Boston et les Lakers de Los Angeles avec un total de 3 997 points inscrits en carrière.

## Palmarès
- NCAA College Basketball AP All-America Third Team en 1964[2]
- Médaillé d'or aux Jeux olympiques de Tokyo en 1964 avec la sélection américaine
- NBA All-Rookie Team en 1965[3]
- Champion NBA en 1969 avec les Celtics de Boston.